# Anna Wojton
Anna Wojton (ur. 5 sierpnia 1960 w Krakowie) – polska aktorka filmowa i teatralna.

## Życiorys
Absolwentka Studia Wokalno-Aktorskiego im. Baduszkowej w Gdyni (1980) i wrocławskiej filii PWST w Krakowie. Aktorka scen warszawskich. 17 listopada 1984 zadebiutowała w Teatrze Ateneum w Warszawie, w roli sopranistki w Trans-Atlantyku. W latach 1984–1985 występowała w Teatrze Powszechnym w Warszawie, 1985–1989 w Teatrze Ateneum w Warszawie. Potem związana była z teatrem Nowym w Warszawie (1991–1994) i Teatrem Ochota (1998–2003). W latach 1994–1998 przebywała za granicą.

## Filmografia
- 1984: Przyspieszenie jako panna młoda
- 1985: Lustro jako Majka
- 1985: Rośliny trujące jako siostra głuchoniemej
- 1986: Mgiełka jako LIza (spektakl telewizyjny)
- 1987: Dorastanie jako studentka
- 1987: Śmieciarz jako Elżbieta
- 1988: Nowy Jork, czwarta rano jako Agnieszka
- 1988: Pięć minut przed gwizdkiem jako sekretarka
- 1988: Pole niczyje jako Basia
- 1988–1990: W labiryncie jako Mariola Kaczorek (bohaterka ta zaistniała ponownie w serialu Klan)
- 1990: Powrót wilczycy jako modelka
- 1991: Pogranicze w ogniu jako Irena von Bender
- 2000: Pucuś jako Gizela Pucuś
- 2000: Skarb sekretarza jako Jadźka
- 2001: Tam, gdzie żyją Eskimosi jako Niemka
- 2002: Dzień świra jako właścicielka psa
- 2002: Haker jako matka Adama
- 2002: Jest sprawa... jako Jadźka
- 2003: Glina jako matka Pawła (odc. 1)
- 2003: Na Wspólnej jako Celina Wysocka
- 2005: M jak miłość jako Marianna Kaszubek
- 2005: Wiedźmy jako Luśka
- 2006: Wszyscy jesteśmy Chrystusami jako barmanka
- 2007: Pierwsza miłość jako Janina Niżewska
- 2007: Odwróceni jako Halina Kraus
- 2007: Świadek koronny jako Halina Kraus
- 2008: Tylko miłość jako Kicia
- 2008–2015: Klan jako Mariola Kaczorek-Deptuła (pierwotnie bohaterka serialu W labiryncie)
- 2008: Na dobre i na złe jako Lewicka
- 2009: Samo życie jako aresztantka
- 2011–2012: Ranczo jako Myćkowa
- 2013: To nie koniec świata jako Mirella (odc. 11)
- 2014: Lekarze jako żona prezesa (odc. 45)
- 2015: Dziewczyny ze Lwowa jako pani Wojewódko (odc. 2)
- 2018: Barwy szczęścia jako Ruta Saganowska, matka Beaty (odc. 1774, 1870, 1894 i 1895)
- 2018: 7 uczuć jako dziewczyna rozwydrzona
- 2019: Zakochani po uszy jako Wanda, partnerka Jerzego Popiela
- 2020: Na sygnale jako Mariola (odc. 261)